# Zelotes zellensis
Zelotes zellensis este o specie de păianjeni din genul Zelotes, familia Gnaphosidae, descrisă de Johann Friedrich Carl Grimm în anul 1982. Conform Catalogue of Life specia Zelotes zellensis nu are subspecii cunoscute.